# Romano Canavese
Romano Canavese là một đô thị ở tỉnh Torino trong vùng Piedmont, có vị trí cách khoảng 40 km về phía đông bắc của Torino, nước Ý. Tại thời điểm ngày 31 tháng 12 năm 2004, đô thị này có dân số 2.953 người và diện tích là 11,2 km².
Đô thị Romano Canavese có các frazioni (các đơn vị trực thuộc, chủ yếu là các làng) Cascine di Romano and Canton Moretti.
Romano Canavese giáp các đô thị: Ivrea, Pavone Canavese, Strambino, Perosa Canavese, Scarmagno, và Mercenasco.